# کلاسیکو
کلاسیکو یک ویژه برنامه اینترنتی فوتبالی بود ، که در تاریخ ۲۴ آذر ۱۳۹۸ در کافه بازار، فیلیمو و نماوا منتشر شد. این ویژه برنامه با تهیه‌کنندگی عادل فردوسی‌پور و مجری‌گری پژمان جمشیدی و با حضور وریا غفوری و علی دایی ( اسطوره فوتبال ایران فوتبال ایران)  ژابی آلونسو (اسطوره تیم ملی فوتبال اسپانیا) و استند آپ امیرمهدی ژوله به بحث دربارهٔ ال کلاسیکوی ۲۷ آذر ۱۳۹۸ که یکی از حساس‌ترین ال کلاسیکوها است پرداخت و به استقبال این بازی رفت . حضور هواداران رئال مادرید و بارسلونا نیز از دیگر نکات جذاب این برنامه بود . این دومین برنامه عادل فردوسی‌پور در شبکه نمایش اینترنتی بود.
کلاسیکو در یک رکوردشکنی به اولین برنامه اینترنتی تبدیل شد که تنها در ۲۴ ساعت به ۱٬۸۲۰٬۰۰۰ بیننده دست پیدا کرده‌است، که پس از ۱ هفته به ۲٬۷۲۶٬۰۰۰ بیننده رسید. این برنامه تنها یک قسمت داشت .

## ویژگی ها

### پخش
این برنامه در ۲۴ آذر ۱۳۹۸ و در ساعت ۲۲:۰۰ پخش شد

### اجرا
اجرای این برنامه به عهده‌ی پژمان جمشیدی فوتبالیست سابق تیم ملی فوتبال ایران و باشگاه فوتبال پرسپولیس بود

## دربارهٔ برنامه
این برنامه به تهیه کنندگی عادل فردوسی پور و مجری گری پژمان جمشیدی یک برنامهٔ اینترنتی است که به الکلاسیکو می‌پردازد و سه روز قبل از انجام شدن حساس‌ترین مسابقهٔ جهان پخش شد.